# كليفورد بي. ويلسون
كليفورد بي. ويلسون (بالإنجليزية: Clifford B. Wilson)‏ هو سياسي أمريكي، ولد في 2 ديسمبر 1879 في الولايات المتحدة، وتوفي بنفس المكان في 1943. حزبياً، نشط في الحزب الجمهوري.